# Akademiska Föreningens konstsamling
Akademiska Föreningens konstsamling är ett av Akademiska Föreningens tretton utskott i Lund. Utskottets uppgift är att förvalta och synliggöra den konst som finns i AF-borgen tillhörande Akademiska Föreningen och dess medlemmar. Samlingen spänner över 500 år, 1500-talet tills idag, samt är huvudsakligen en blandning av porträttkonst och landskapsmåleri. Några av de konstnärer som finns representerade i samlingen är Carl Fredrik Hill, Gösta Adrian-Nilsson, Isaac Grünewald, Marcus Larson och David Klöcker Ehrenstrahl.

## Konstsamlingens historia
Konstsamlingen har sitt ursprung i ‘Skånska konstmuseum’ som 1861 bildades av AF-ordföranden och estetikprofessorn Gustaf Ljunggren, konstakademiprofessorn och konstnären Johan Christoffer Boklund samt Skånemålarna Joseph Magnus Stäck och Theodor Billing. Tanken med samlingen var att den skulle fungera som studiematerial för universitetets estetikstuderande. Genom köp och gåvor samlades under tio år de första 150 verken in och lade grunden för dagens betydligt mer omfattande samling.

## Urval av verk
Från 1600-talet finns samlingens porträtt av Karl X Gustav, målat av David Klöcker Ehrenstrahl, skadat vid slottet Tre Kronors brand 1697, skänkt till Akademiska Föreningen av Oscar II, sönderhuggen med värja 1969 men lagad med mirakulöst resultat. 
Från 1850-talets romantik står i fokus Marcus Larsons ‘Hav i månsken med fyr och brinnande ångfartyg’ som målades ”vått i vått” under tio timmar på plats i AF-borgen, inför en studentikos publik bestående av professorer och studenter. 
Från det sena 1800-talet och sekelskiftet 1900 kan nämnas samlingens höga andel av Skånekonst. Många av dessa konstnärer hade en stark personlig anknytning till Lunds akademiska liv. Här tas som exempel ”landskapets konstnärlige upptäckare” Gustaf Rydberg och hans på samma tema kanske främsta efterföljare Carl Fredrik Hill. Men även Fredrik Krebs, Anders Trulson, Johan Johansson, Tora Vega Holmström och Karl Aspelin är exempel på välrepresenterade Skånekonstnärer i samlingen.
Från de senaste hundra åren kan samlingen visa upp en blandad kompott där exempelvis Isaac Grünewald, Ola Billgren, Martin Emond, Helmtrud Nyström och Carl-Johan de Geer finns representerade. Den sistnämndes ‘Dekonstruerad ångbåt’, en parafras på Marcus Larsons tiotimmarsprojekt, tillverkades under en studentafton 1997.